# Дель Банко, Альма
Альма дель Банко (нем. Alma del Banco, * 24 сентября 1863 г. Гамбург; † 8 марта 1943 г. Гамбург) — немецкая художница эпохи модерн.

## Жизнь и творчество

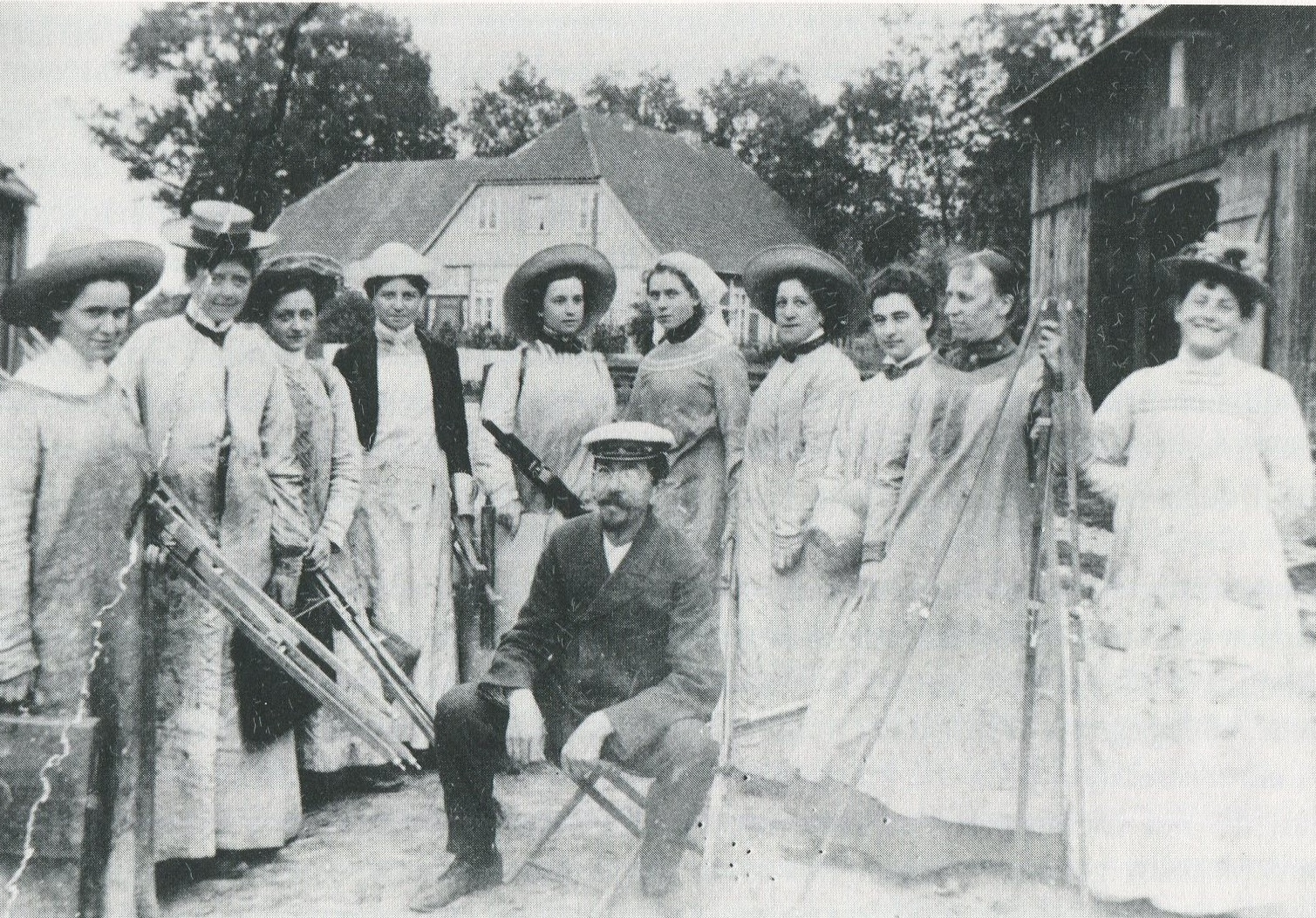
Группа учениц художественной школы Рёвер вместе с учителем Эрнстом Эйтнером во время поездки в Гольштейн. Альма дель Банко — четвёртая слева (1897)

Родилась в ассимилированной еврейской зажиточной семье. Отец и его брат владели торговой фирмой. Живописью Альма начала заниматься довольно поздно, в возрасте тридцати лет, в частной женской художественной школе Рёвер в Гамбурге, сперва под руководством Эрнста Эйтнера, а затем Артура Иллиса (1895—1905). Образцами для подражания для неё, помимо работ Эйтнера, стали произведения Сезанна и Матисса. Альма предпринимает несколько поездок в южную Европу, где находит подходящую для своего творчества яркую палитру красок природы. Параллельно также занимается экспериментами с графикой. Незадолго перед Первой мировой войной приезжает в Париж и здесь берёт уроки у Жака Симона, Андре Лота и Фернана Леже, практикуясь в кубизме и экспрессионизме. В 1914 году она возвращается в Гамбург, открывает своё художественное ателье и ведёт жизнь свободного художника.
В 1920-е годы испытала сильное влияние кубизма. Большое внимание художница уделяет графике. В этот период (начало 1920-х годов) Альма становится одной из признанных фигур художественной сцены Гамбурга. В 1919 году она является одной из основательниц движения Гамбургский сецессион, в 1920 вступает в Гамбургский союз художников. В 1922 году она совершает учебные поездки в Италию, во Францию, на Балканы. В Гамбурге её художественная мастерская становится местом постоянных встреч и дискуссий местных деятелей искусств.
В 1930-е годы меняется художественный стиль Альмы, нём появляется больше от собственно немецкого движения «Гамбургский сецессион», меньше схематизма, работы выполняются более тщательно. Особых успехов художница добивается как портретист.
С приходом в Германии к власти национал-социалистов, следуя принятой властями политике антисемитизма, в 1933 году Альма была исключена из Гамбургского союза художников. Движение же «Гамбургский сецессион», не желая таким образом унижать своих коллег еврейского происхождения, самораспустилось. В 1937 году 6 полотен и 7 графических работ Альмы дель Банко были изъяты из музея Гамбургский Кунстхалле и выставлены в рамках проводившейся властями выставки «Дегенеративное искусство». В 1938 году Альма была исключена из Имперской палаты культуры. Ей было официально запрещено принимать участие в художественных выставках. 
В последние годы жила у своего шурина Ганса Любберта. По указанию властей находилась под домашним арестом; будучи уже весьма преклонного возраста, страдала от болезни сердца и потому отказалась эмигрировать из Германии. Получив известие о своей депортации в концлагерь Терезиенштадт, 8 марта 1943 года покончила жизнь самоубийством, приняв смертельную дозу морфина.

## Галерея

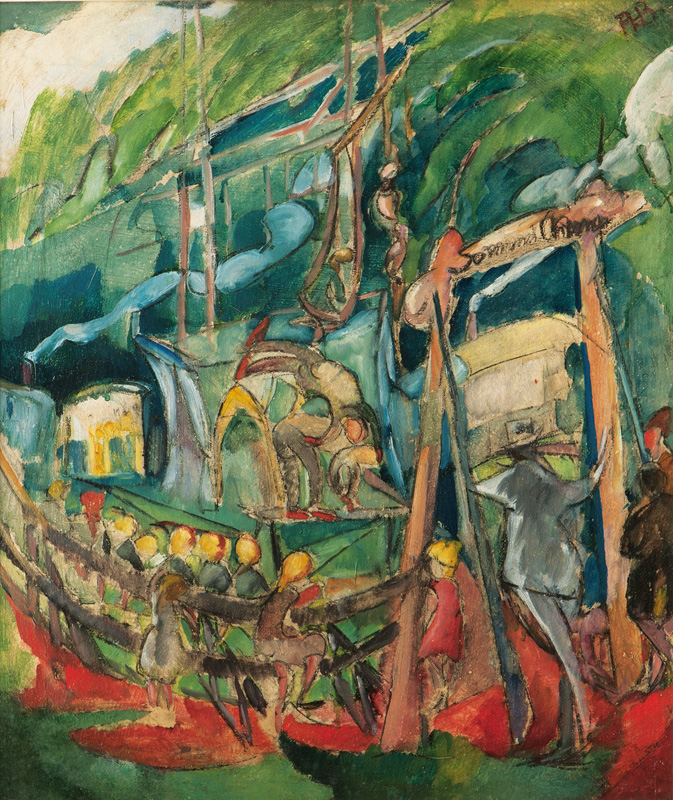
Летний театр, (1918-1922)
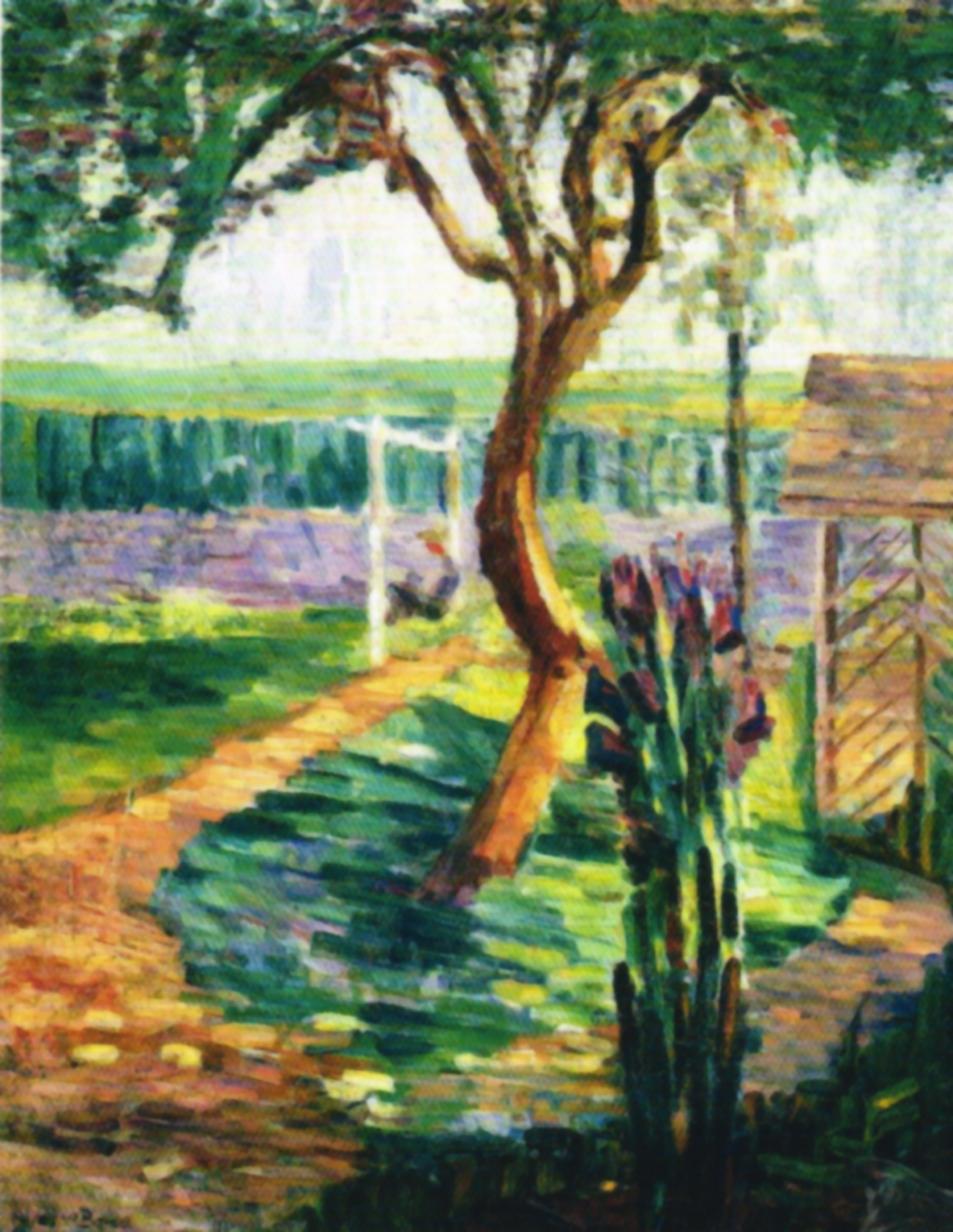
В саду, ок. 1915
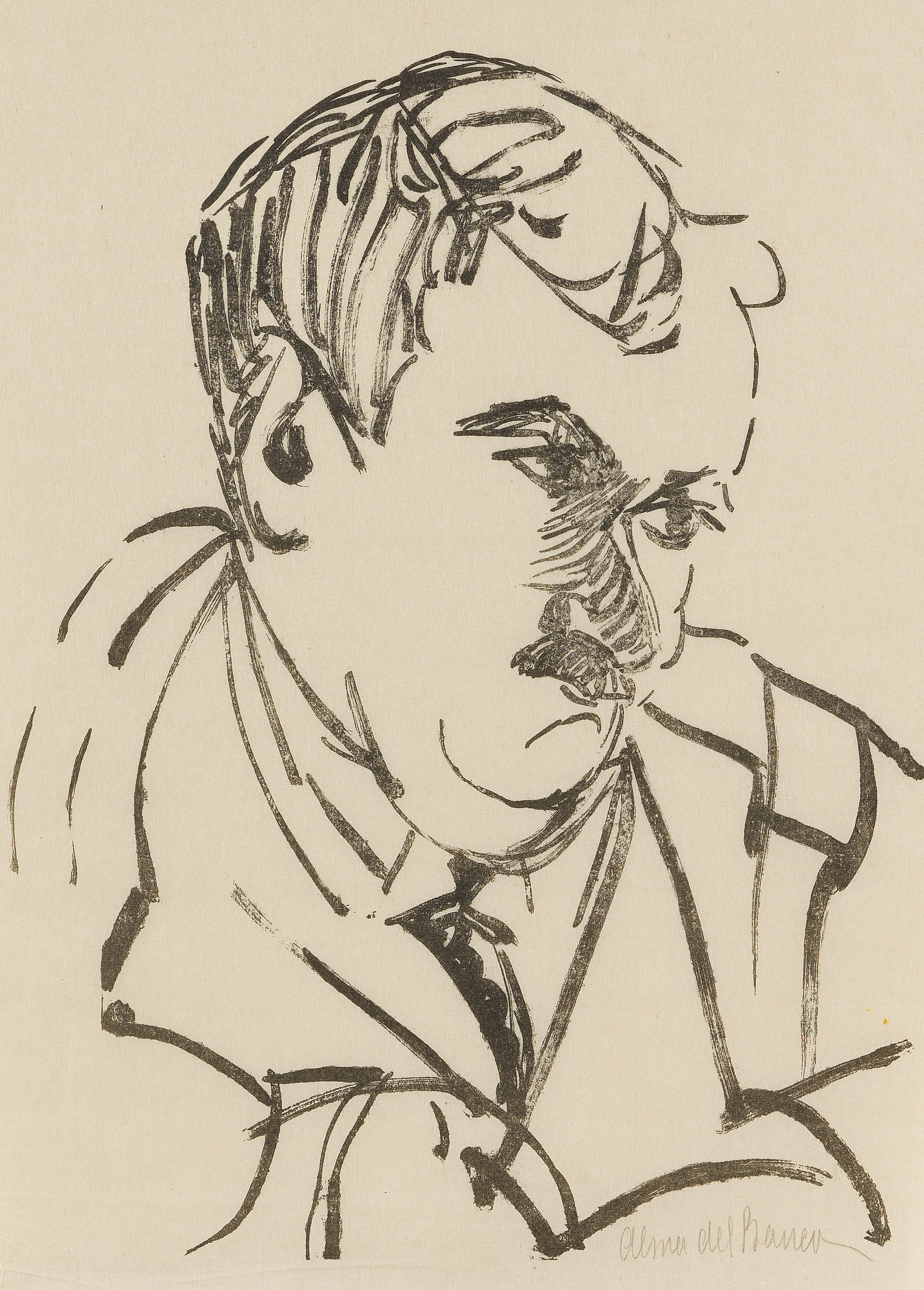
Портрет Хунцингера, ок. 1920
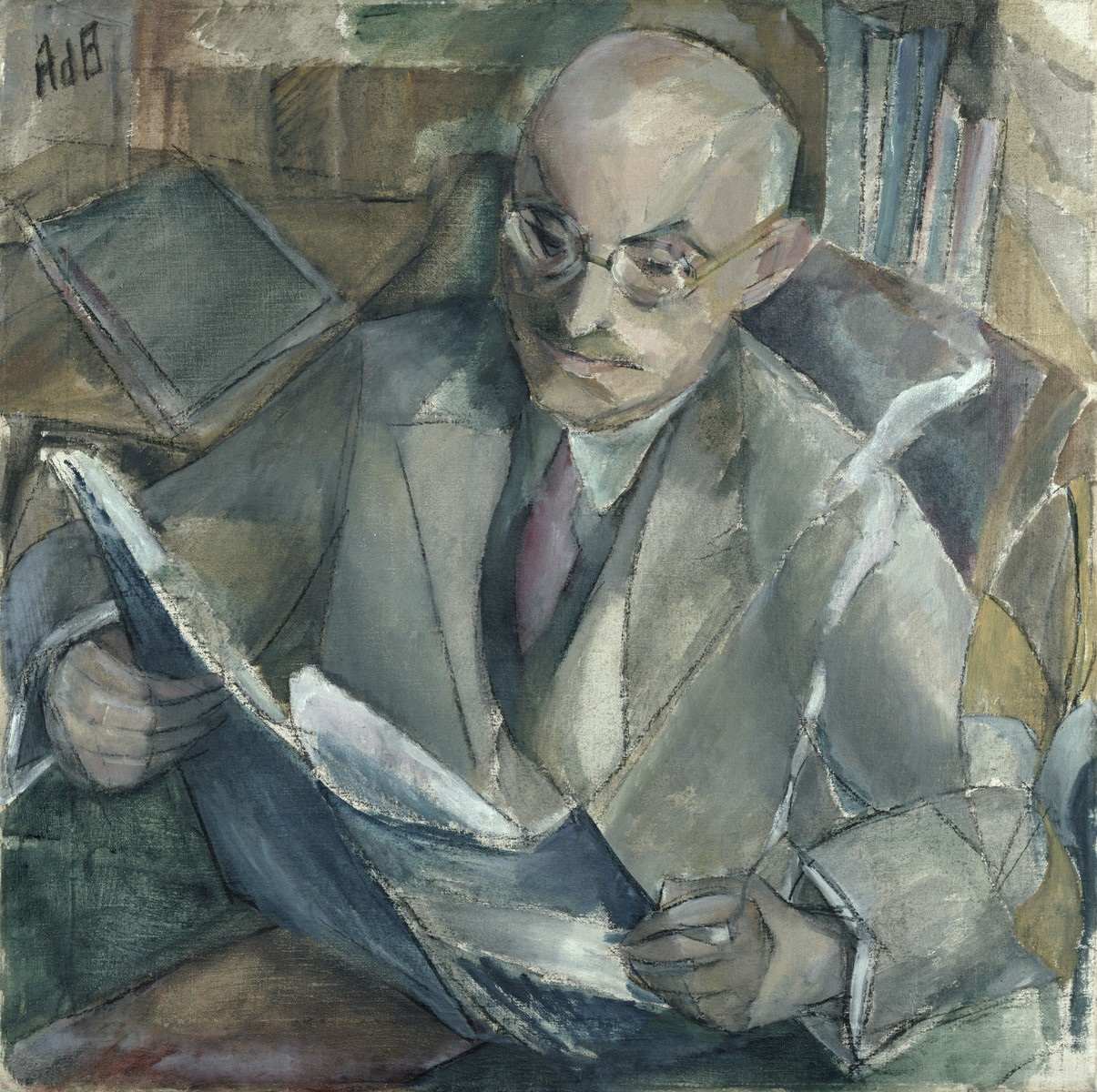
Портрет доктора Вендемута, ок. 1922
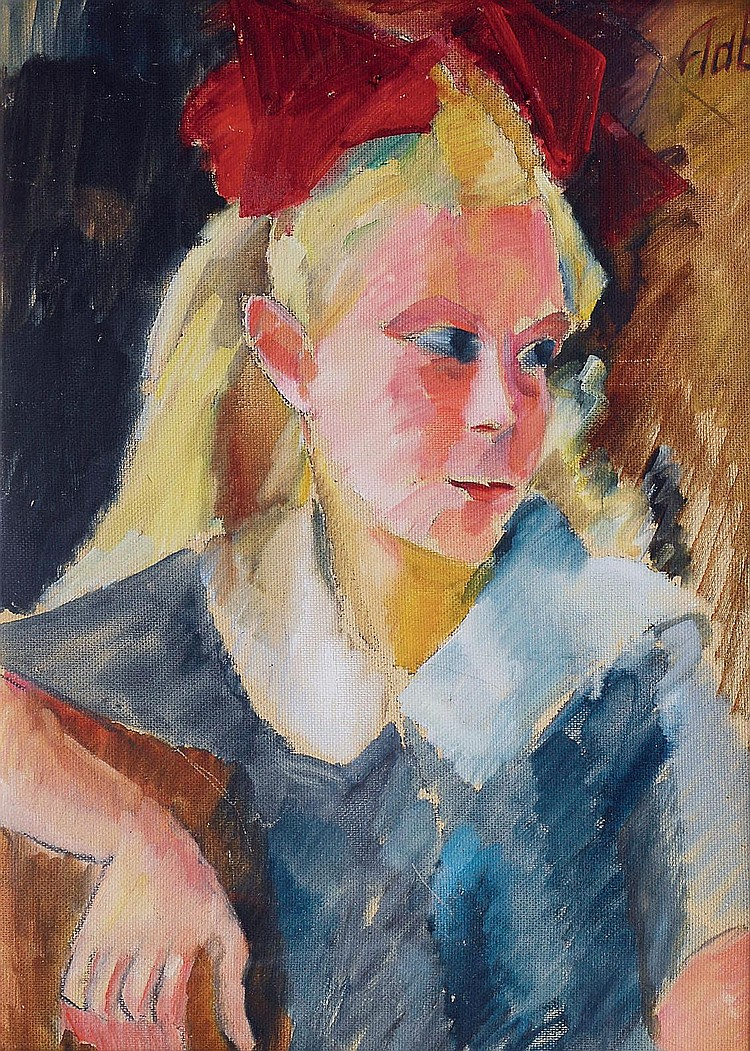
Девочка с красной лентой, 1925
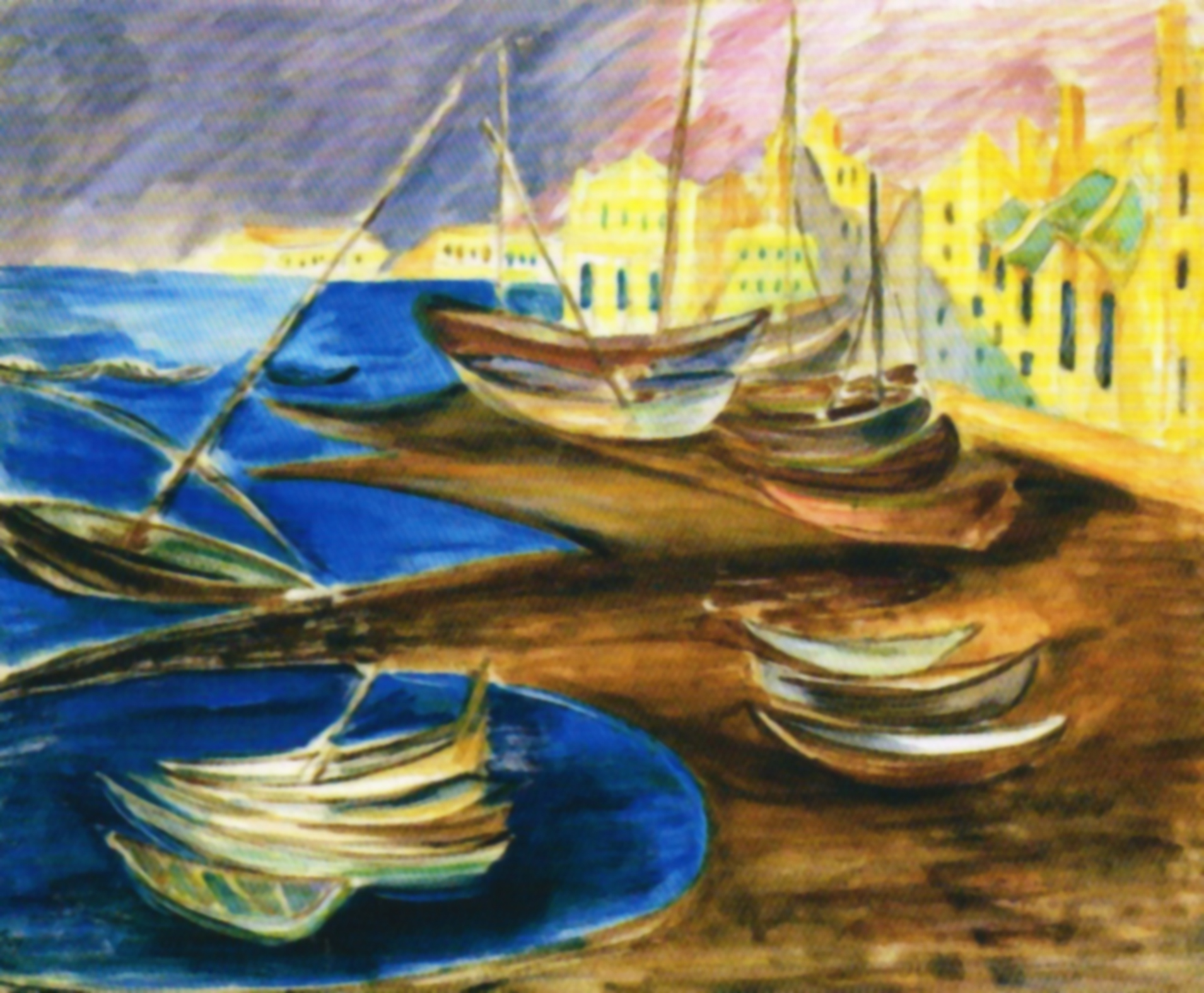
Рыбачьи лодки в гавани, ок. 1925